# День Царевича Димитрия

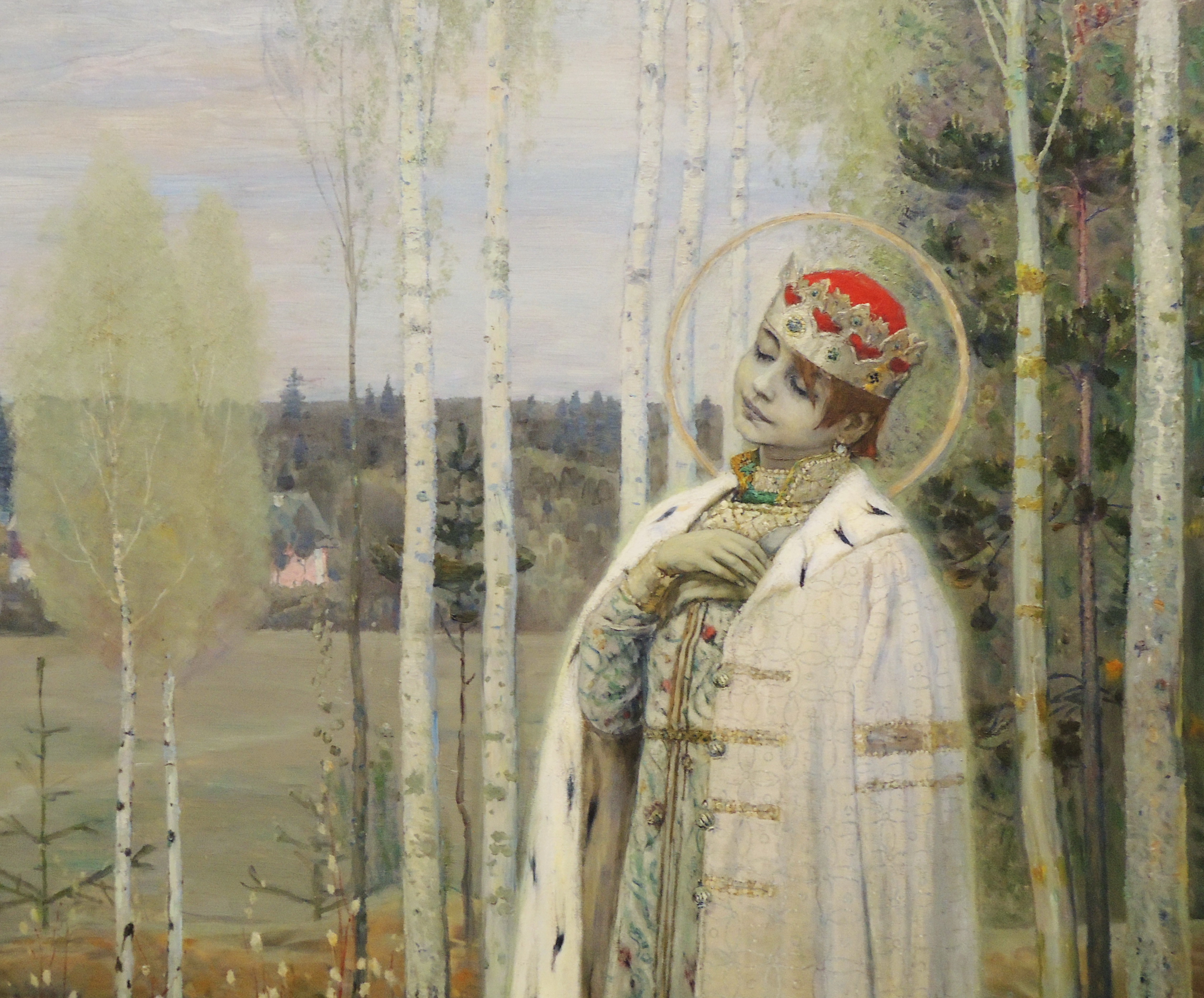
Царевич Дмитрий М.

День Царевича Димитрия — православный праздник, отмечаемый Русской Православной Церковью в честь святого царевича Димитрия Угличского. Праздник отмечается ежегодно 28 мая (по новому стилю).

## История
Царевич Димитрий Иванович был младшим сыном царя Ивана IV Грозного и его седьмой жены Марии Нагой. Он родился в 1582 году и стал наследником престола после смерти своего старшего брата Фёдора Иоанновича. После смерти Ивана Грозного в 1584 году власть перешла к Фёдору, но фактическим правителем государства стал Борис Годунов, который стремился устранить возможных конкурентов за престол.
В 1591 году восьмилетний царевич Димитрий трагически погиб в городе Угличе. По официальной версии, он случайно порезал себя ножом во время эпилептического припадка. Однако многие современники считали, что царевич был убит по приказу Бориса Годунова. Это событие стало одним из факторов, приведших к началу Смутного времени в России.

## Канонизация
Царевич Димитрий был канонизирован Русской Православной Церковью в 1606 году как страстотерпец. Его почитание связано с идеей мученичества за веру и верность православной традиции. Мощи царевича были перенесены в Архангельский собор Московского кремля, где они находятся и по сей день.

## Традиции празднования

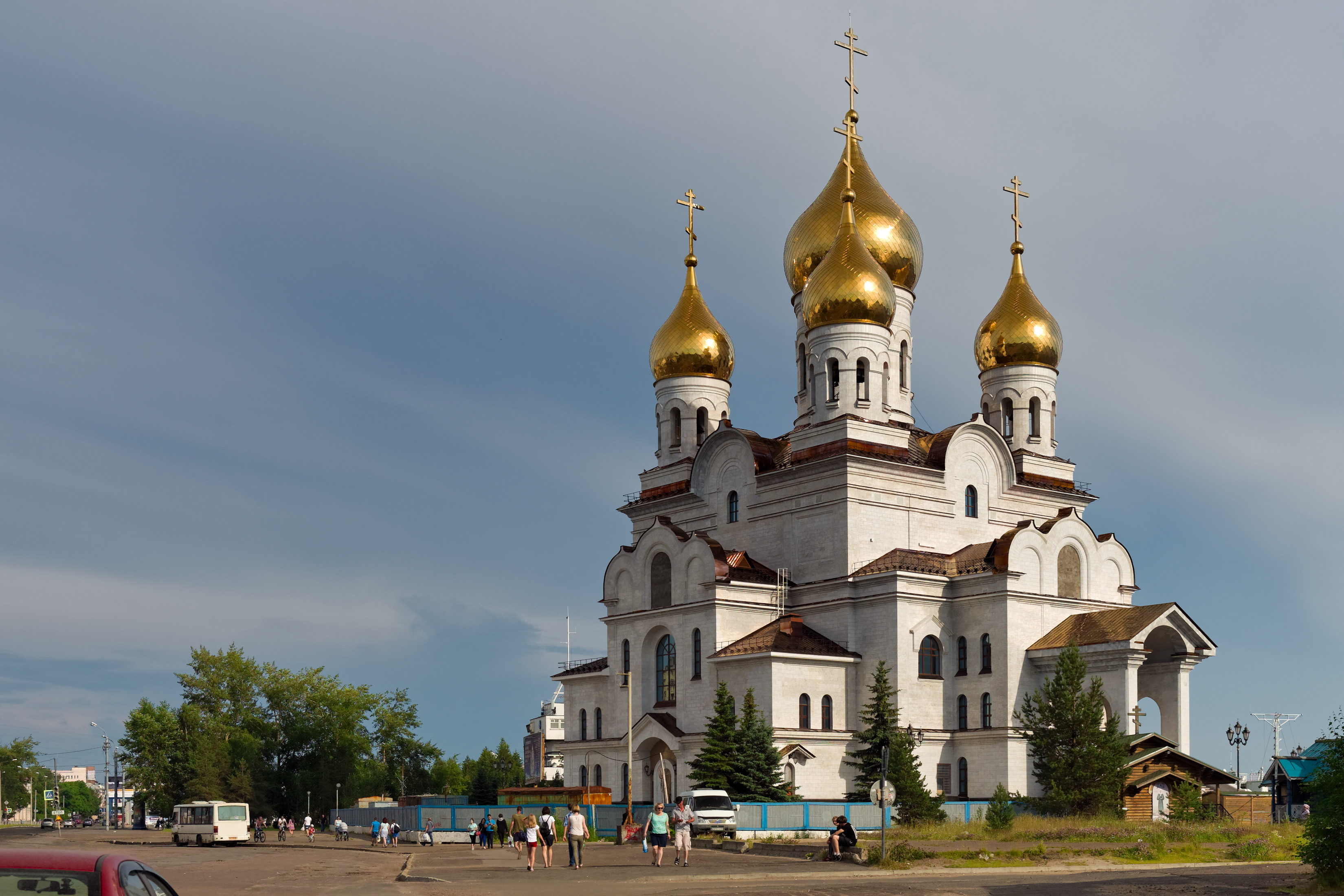
Архангельский собор

В День Царевича Димитрия проводятся торжественные богослужения в храмах, посвященных святому. Особо важные службы проходят в Архангельском соборе Кремля и в Троицком монастыре в Угличе, где произошло трагическое событие. Верующие молятся перед иконами святого царевича, прося его о помощи и защите.
Праздник также сопровождается крестными ходами и паломничествами к местам, связанным с жизнью и смертью царевича Димитрия. В Угличе, например, устраиваются памятные мероприятия, включающие выступления духовенства и светских деятелей.

## Значение праздника
День Царевича Димитрия имеет важное значение для русской православной культуры и истории. Он напоминает о трагических событиях прошлого и подчеркивает важность сохранения веры и традиций. Царевич Димитрий является символом страдания и жертвенности ради высших идеалов.

## Внешние ссылки
- Палаты угличских князей
- Православный календарь